# Onani
Onani là một đô thị ở tỉnh Nuoro ở vùng Sardinia của Italia, tọa lạc cách khoảng 140 km về phía bắc của Cagliari và cách khoảng 20 km về phía đông bắc của Nuoro. Tại thời điểm ngày 31 tháng 12 năm 2004, đô thị này có dân số 448 người và diện tích là 71,7 km².
Đô thị Onani có các frazione (đơn vị phụ thuộc) Mamone.
Onani giáp các đô thị: Bitti, Lodè, Lula.